# Brauerei Pedavena

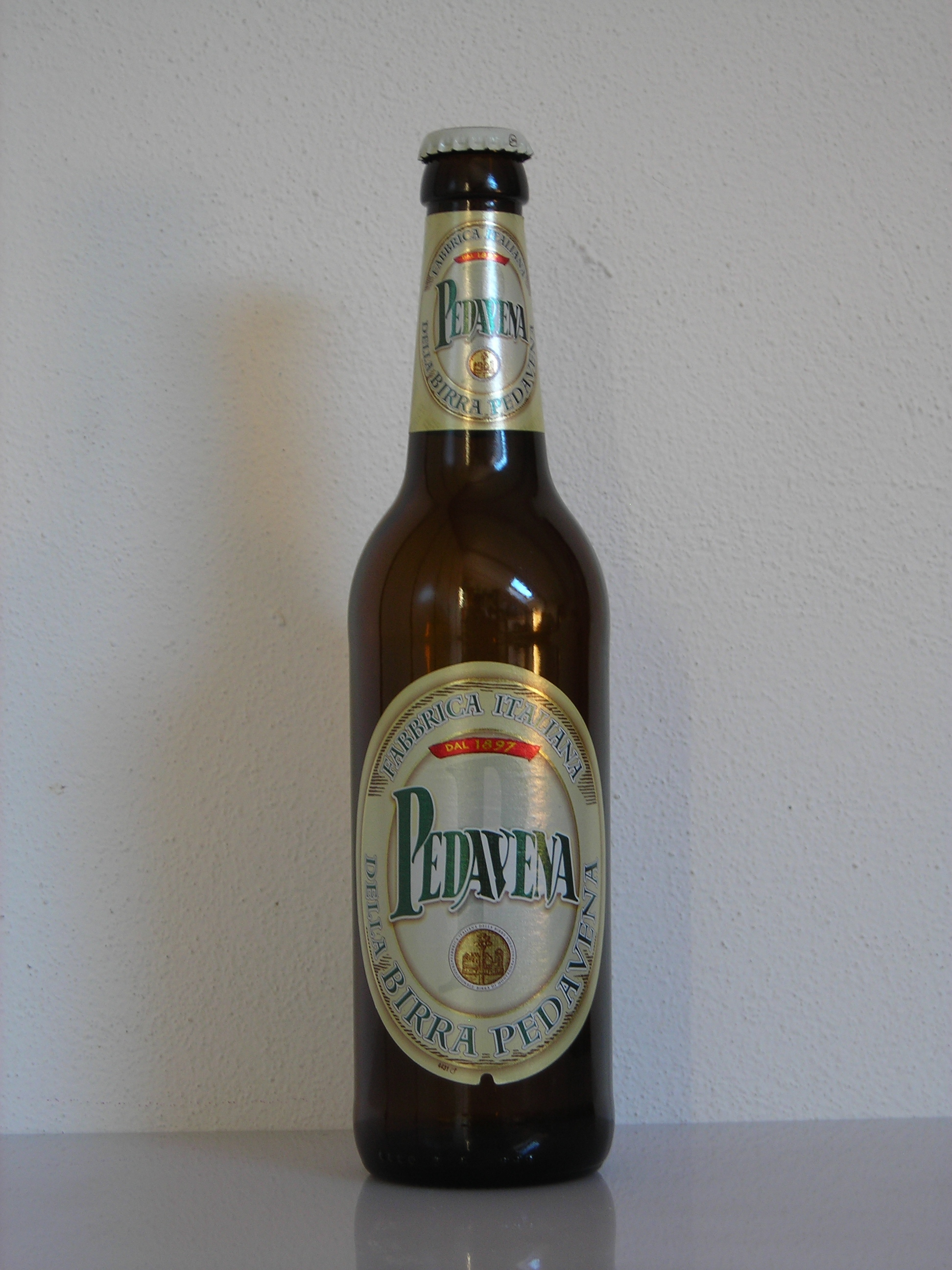
Pedavena-Bier

Die Brauerei Pedavena ist eine Bierbrauerei in Pedavena in Venetien.

## Geschichte
Die 1897 von den Brüdern Luciani in Pedavena gegründete Brauerei wurde 1917 während des Ersten Weltkrieges durch einen Brand beschädigt. Überdies wurden die aus Kupfer bestehenden Anlagenteile beschlagnahmt. Nach dem Krieg wurde die Produktion 1920 neu aufgebaut und eine Mälzerei mit pneumatischer Förderanlage errichtet. Im Jahr 1928 kauften die Brüder Luciani die Brauerei Dreher in Triest. Nach dem Zweiten Weltkrieg wurden auch die Brauereien von Turin, Genua und Macomer erworben. Gegen Ende der 1960er Jahre wurde der Name der Biermarken auf Dreher vereinheitlicht. Im Jahr 1974 wurde der Brauereikonzern von Heineken übernommen und die Brauerei in Pedavena am 30. September 2005 durch Heineken geschlossen.
Nach einem starken öffentlichen Protest wurde die Brauerei Anfang 2006 von Heineken an Birra Castello verkauft und die Produktion in der Brauerei Pedavena wieder aufgenommen.